# 다섯 가지 길
토마스 아퀴나스는 그의 주요 저서인 《신학대전》(Summa Theologiae) 1부 2문 3항에서 〈다섯 가지 신 존재 증명〉(라틴어: quinquae viae, 다섯 가지 길)을 제시하였다. 다음은 신학대전에 등장한 자의 증명들을 요약한 것이다.

## 증명
1. 운동을 통한 증명 (via ex motu).
  - 모든 사물은 움직인다.
  - 운동하는 사물(res in motu)은 운동하도록 만드는 자(movens)에 의해서 운동한다.
  - 운동하도록 만드는 자의 무한퇴행(regressio ad infinitum)은 불가능하다.
  - 따라서, 모든 운동이 시작되는, 즉 다른 어떤 것에 의해서도 움직여지지 않으면서(a nullo movetur) 다른 모든 것을 운동하도록 만드는 제일의 원동자 즉 운동을 하도록 만드는 첫 번째 것(primum movens)이 존재한다.
  - 이 존재를 신이라 부른다.
2. 능동 원인을 통한 증명 (via ex causa efficientis).
  - 모든 존재하는 것에는 원인이 있다.
  - 모든 것은 그것과 구분되는 다른 어떤 것에 의하여 생겨난다.
  - 원인의 무한퇴행은 있을 수 없다.
  - 따라서, 모든 것을 있도록 한 제일의 혹은 첫 번째 능동 원인이 존재하지 않을 수 없다.
  - 이 제일의 능동 원인을 신이라 부른다.
3. 우연적인 것과 필연적인 것을 통한 증명 (via ex possibilii et necessario).
  - 세상에는 존재할 수도 존재하지 않을 수도 있는 사물들이 있다. 이런 것을 우연적인 존재(esse possibilis)라고 한다.
  - 그런데 만약 세상의 모든 사물들이 이렇게 존재하지 않을 수 있다면 어느 한 시점에 모든 것이 존재하지 않는 시점이 있었을 것이다.
  - 그러나 무에서 무언가가 생성될 수는 없기 때문에 모든 세상의 사물이 우연적일 수는 없으며 이런 우연적 사물들의 근원이 되는 필연적인 것이 반드시 존재해야 한다.
  - 그런데 필연적인 것은 다른 것에 의해, 즉 다른 것에게 필연성의 원인을 둠으로써 필연적이거나 그렇지 않을 것이다.
  - 그런데 필연성의 원인을 소급해가는 과정은 무한퇴행이 불가능하다.
  - 따라서 다른 모든 존재하는 것에 필연성의 원인을 두지 않으면서도 존재하는 필연적인 하나의 존재가 있을 수밖에 없다.
  - 이러한 존재를 신이라고 한다.
4. 사물들이 드러내는 완전함의 등급에 의한 증명 (via ex gradu rei).
  - 우주에는 다양한 등급의 완전함(perfectio)이 존재한다.
  - 완전함의 등급은 어떤 가장 완전한 것과의 가까움과 멂에 따라 다양한 양상으로 드러난다.
  - 이 다양한 양상과 등급으로 드러나는 다른 모든 완전함의 기준이 되는 가장 완전한 존재로서 완전함의 정점을 신이라 부른다.
5. 목적론적 증명 혹은 사물의 지배를 통한 증명 (via ex fine sive ex gubernatione rerum).
  - 세상의 모든 사물들은 어떤 목적에 따라(혹은 목적을 향해) 활동한다.
  - 이것은 세상의 모든 사물들이 거의 항상 그것에게 최상의 결과를 가져오는 방식으로 활동하는 것을 통해 확인할 수 있다.
  - 그런데 목적에 따라(혹은 목적을 향해) 활동하는 것은 지적인 능력을 부여받음으로써 자신의 목적을 인식하고 그 목적에 따라 활동하거나, 이런 지적인 능력을 부여받지 못한 경우 지적인 능력을 가진 것이 그들에게 각각 목적을 정해주고 그에 따라 활동하도록 질서를 갖게 됨으로써 목적에 따라(혹은 목적을 향해) 활동하게 된다.
  - 그러므로 모든 사물들을 목적에 따라(혹은 목적을 향해) 활동할 수 있도록 그들에게 지적인 능력을 부여하거나 혹은 목적을 정해주고 이들을 이끎으로써 목적에 부합하는 질서를 통해 활동하도록 만드는 어떤 지적인 존재(aliquid intelligens)가 존재해야 한다.
  - 이 존재를 신이라 부른다.

## 같이 보기
- 유신론
- 목적론적 논증